# Gérard de Lairesse
Gérard de Lairesse (Liegi, 11 settembre 1641 – Amsterdam, 21 luglio 1711) è stato un pittore, incisore, decoratore d'interni, biografo e teorico dell'arte olandese del secolo d'oro, detto dai contemporanei Il Raffaello olandese o il Poussin olandese.

## Biografia

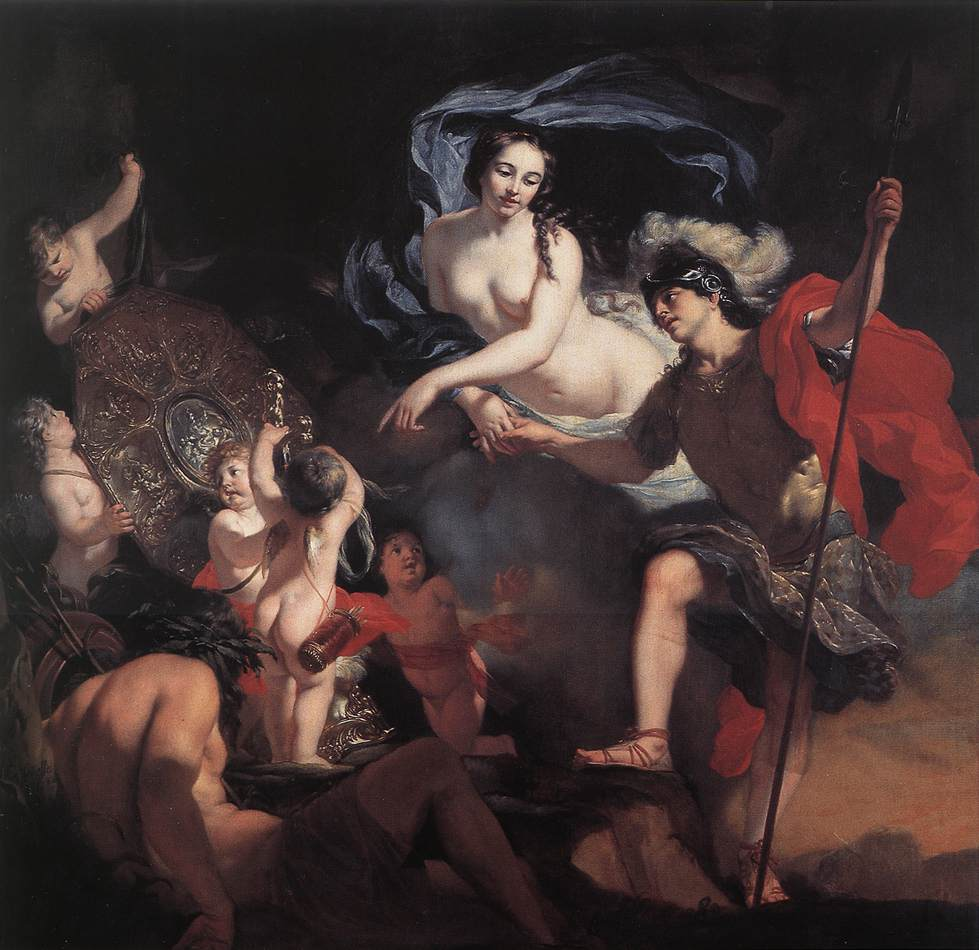
Venere mostra le armi ad Enea

Figlio del pittore Reinier de Lairesse e di Catherine Taulier, apprese pittura, musica e poesia dal padre assieme ai suoi tre fratelli, Ernest, Jacques e Jan Gérard, anch'essi pittori. A partire dal 1655 studiò presso Bertholet Flemalle.
A sedici anni dipinse parecchi ritratti e soggetti storici per gli elettori di Colonia e di Brandeburgo, guadagnandosi in tal modo una notevole fama.
Nel 1660 lavorò per un breve periodo a Colonia, dove probabilmente dipinse Il martirio di Sant'Orsola e da cui fu costretto a partire e ritornare a Liegi per l'ostilità degli artisti locali.
Nel 1664 fuggì dalla sua città natale, a causa della rottura della promessa di sposare una delle due sorelle François e si rifugiò ad Utrecht. Lungo il tragitto sposò la fidanzata Maria Salme o Saime, cugina del cognato di Gérard. Nell'aprile 1665 nacque il loro primo figlio, che fu battezzato il 5. Di questo periodo è il ritratto di Lairesse eseguito da Rembrandt, in cui l'artista raffigura in modo compassionevole il suo volto sfigurato dalla malattia.
In quello stesso anno (1665), Gérard si trasferì ad Amsterdam, dove iniziò una proficua collaborazione con il mercante d'arte Gerard Uylenborch.  Dopo parecchi mesi, Lairesse lasciò Uylenborch per fondare una propria bottega d'arte.
A casa sua si riuniva un gruppo di studiosi e intellettuali, tra cui Lodewijk Meyer e Andries Pels, il cui motto era Nil volentibus Arduum. Lairesse illustrò le tragedie di Pels Didoos Doot (Morte di Didone) e Julfus, inoltre eseguì illustrazioni per un testo di anatomia scritto da Govert Bidloo.
Oltre a ciò, ebbe anche parecchie commissioni: erano infatti suoi mecenati lo stadtholder Guglielmo III, che lo impiegò a Soestdijk e all'Aia, i sindaci di Amsterdam Andries de Graeff, Nicolaes Pancras e Philips de Flines, un magnate dell'industria tessile, che lo assunse per decorare la sua casa sull' Herengracht. Lairesse era noto per le sue realizzazioni a grisaglia: realizzò per de Flines cinque imitazioni di rilievi, l'Allegoria delle arti e delle scienze, della fama, della ricchezza, della carità.
Lavorò inoltre per varie pubbliche istituzioni e decorò il teatro municipale.
Intorno al 1675 eseguì la decorazione del soffitto della sala di rappresentanza della residenza dei Lepers, della cui commissione non resta alcuna documentazione, e produsse parecchi disegni su fogli per un grande album che doveva contenere gli stemmi dei reggenti.
Durante il 1684 operò all'Aia.

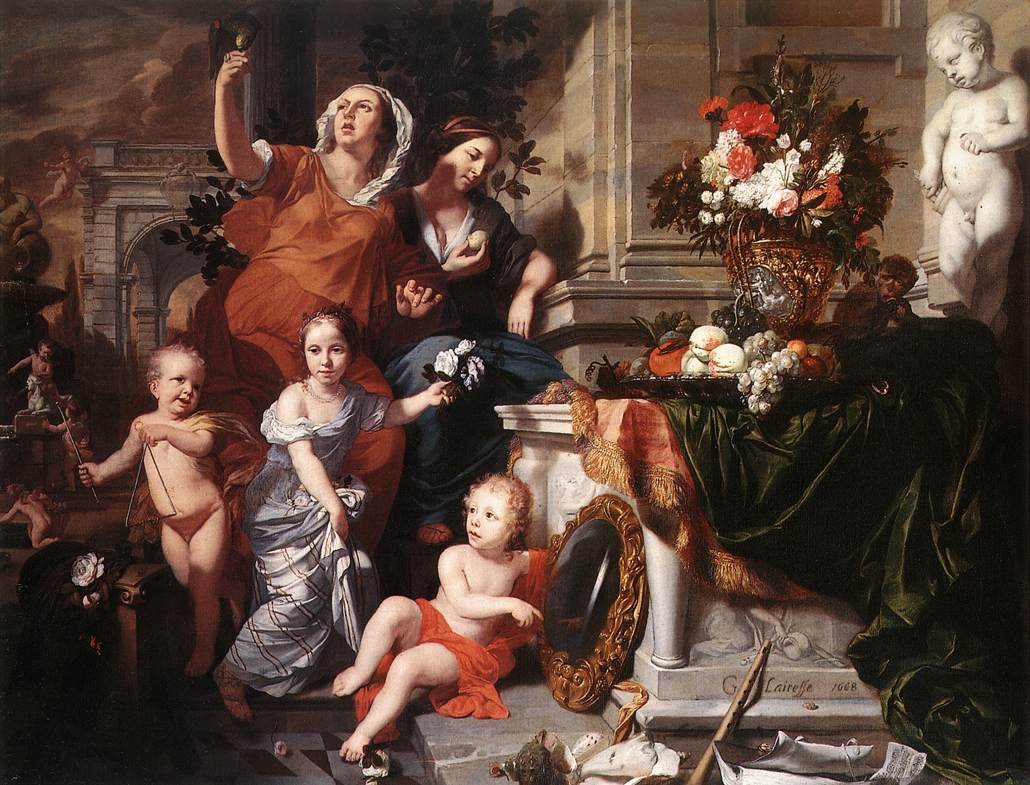
Allegoria dei cinque sensi (1668)

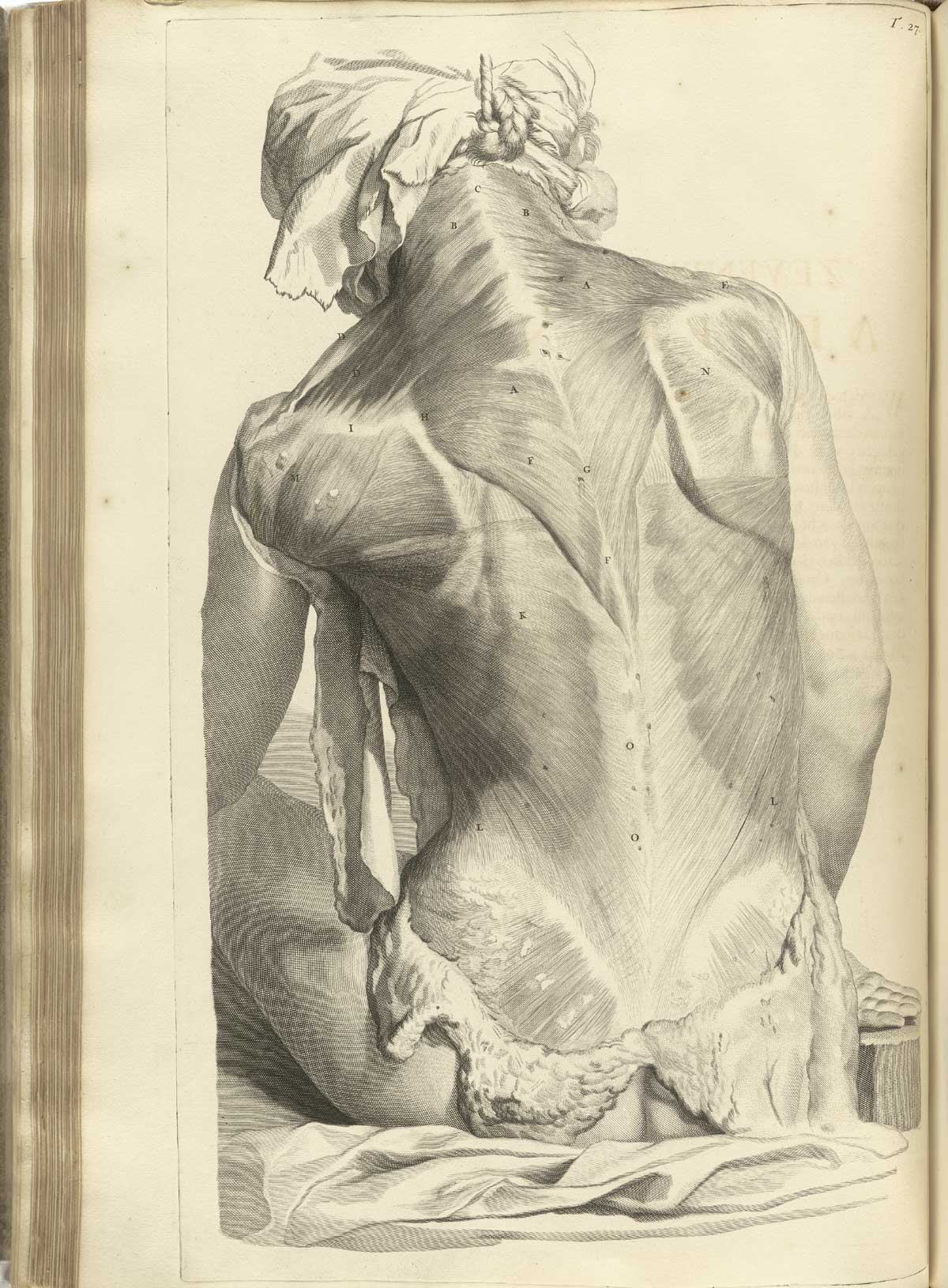
Illustrazione da Anatomia humani corporis di Govert Bidloo (1685)

Verso la fine del 1689 la vista di Lairesse cominciò a declinare e l'artista divenne cieco l'anno seguente. Non gli rimase quindi che guadagnarsi da vivere dando lezioni teoriche d'arte.
Con l'aiuto dei figli, riuscì a pubblicare le sue lezioni nel 1701 sotto il nome di Grondlegginge ter teekenkonst (Fondamenti di pittura) e il Groot schilderboek (Il grande libro dei pittori) nel 1707, da cui traspare la concezione dell'arte di Lairesse, pervasa da un intransigente accademismo, alla cui luce le opere di Nicolas Poussin sono considerate ad un livello assai superiore di quelle di Rembrandt o di Peter Paul Rubens, autori appena citati: l'artista raccomanda la più totale aderenza alla natura e alle opere dell'antichità poiché, secondo lui, l'arte procede dalla ragione e dal giudizio. Questi due volumi furono tradotti in varie lingue e influenzarono gli artisti posteriori.
Lairesse morì nella sua casa sul Prinsengracht e fu sepolto il 21 o il 28 luglio 1711.
Dipinse soggetti religiosi, storici, mitologici e allegorici, spesso con architetture di sfondo, ritratti e nature morte di fiori e frutta e vaste composizioni con uno stile accademico, in linea con i principi della teoria dell'arte classica, che si espresse nell'armonia della forme e del colore, in particolare per quanto riguarda i toni argentei e violacei, ma anche nell'utilizzo del chiaroscuro per accentuare gli effetti drammatici, come in Venere mostra le armi ad Enea.
Eseguì anche parecchie incisioni a partire da suoi disegni, come pure anche altri artisti come Pool e Johannes Glauber, con cui collaborò realizzando le figure nei suoi paesaggi
La facilità e la velocità con cui dipingeva erano tali che, si dice, avesse eseguito un dipinto del Monte Parnaso con Apollo e le Nove Muse in un solo giorno.
Ebbe parecchi allievi, tra cui Jacob van der Does, Louis Fabritius Dubourg, Jan Goeree, Gilliam van der Gouwen, il figlio Johannes de Lairesse, Theodor Lubienitzki, Bonaventura van Overbeek, Jan Wandelaar, Zacharias Webber e Jan Hoogsaat, da lui considerato uno dei suoi migliori allievi.
Fu suo seguace Johannes Glauber e le sue opere influenzarono Antoine Coypel.
La sua figura, sia di pittore che di teorico dell'arte, fu rivalutata durante il XVIII e il XIX secolo, quando si sviluppò il gusto per l'antico e prese piede la concezione neoclassica dell'arte.

## Opere

### Dipinti
- L'istituzione dell'eucaristia, olio su tela, 137 x 155 cm, 1664-1665, Museo del Louvre, Parigi[1]
- Allegoria dei cinque sensi, olio su tela, 1668, Glasgow Museum, Glasgow[10]
- Apollo e Aurora, olio su tela, 205 x 193 cm, 1671, Metropolitan Museum of Art, New York[11]
- Allegoria della libertà di commercio, dipinto a soffitto, 1672, Palazzo della Pace, L'Aia[4]
- Il banchetto di Cleopatra, olio su tela, 74 x 96 cm, 1675 c., Rijksmuseum, Amsterdam[12]
- Agar nel deserto, olio su tela, 74 x 60 cm, 1675-1680, Museo dell'Ermitage, San Pietroburgo[13]
- Allegoria delle scienze, olio su tela, 289 x 161 cm, 1675-1683, Rijksmuseum, Amsterdam[14]
- Diana ed Endimione, olio su tela,  177 x 119 cm, 1680, dipinto per Palazzo Soestdijk ora presso il Rijksmuseum, Amsterdam[15]
- Achille scoperto tra le figlie di Licomede, olio su tela, 138 x 190 cm, 1685 c., Mauritshuis, L'Aia[16]
- Ulisse e Calipso, olio su tela, 125 x 94 cm, dipinto per Palazzo Soestdijk ora presso il Rijksmuseum, Amsterdam[17]
- Venere mostra le armi ad Enea, olio su tela, 161,8 x 165,8 cm, Museo Mayer van den Bergh, Anversa[9]

### Incisioni
- Cinque teste di donna, acquaforte ispirata da modelli classici[18]

### Illustrazioni
- Godefridi Bidloo, Medicinae Doctoris & Chirurgi, Anatomia Hvmani Corporis: Centum & quinque Tabvlis Per artificiosiss. G. De Lairesse ad vivum delineatis, Demonstrata, Veterum Recentiorumque Inventis explicata plurimisque, hactenus non detectis, Illvstrata 105 illustrationi. Amsterdam 1685